# Grove Street Games
Grove Street Games (ранее War Drum Studios LLC) — американская компания, разработчик компьютерных игр, располагающаяся в Гейнсвилле, штат Флорида. Компания была основана в октябре 2007 года Томасом Уильямсоном и Майклом Оуэном, и занимается портированием компьютерных игр на мобильные устройства.

## История
Grove Street Games была основана под названием War Drum Studios Томасом Уильямсоном (англ. Thomas Williamson) и Майклом Оуэном (Michael Owen). Уильямсон работал директором по технологиям в Artificial Studios, а Оуэн — программистом в Gainesville Regional Utilities. После того, как в 2007 году Уильямсон покинул Artificial Studios, он и Оуэн 1 октября этого же года основали War Drum Studios в Гейнсвилле, штат Флорида. Уильямсон стал CEO, а Оуэн получил должность главного технического директора (CTO) компании. War Drum Studios занимается работой по контракту для крупных компаний, в том числе Rockstar Games. Дебютной работой компании стал порт Ghostbusters: The Video Game с Wii на PlayStation 2. По данным на август 2011 года в War Drum Studios работало всего пять сотрудников. Примерно в это же время компания разрабатывала оригинальную игру под названием Chess: Revolution и параллельно разрабатывала бесплатную игру под кодовым названием Little Green Robots, в которой маскот операционной системы Android был изображён в виде шахматных фигур.
В 2019 году Морган Хьюз (Morgan Hughes) была назначена на должность главного операционного директора (COO) компании. Хьюз пришла в компанию в 2008 году в качестве стажёра и с 2010 года работает в должности арт-директора. В августе 2020 года War Drum Studios была переименована в Grove Street Games, взяв название нейборхуда Гроув-стрит в Гейнсвилле, где располагается офис компании. Позднее в этом же году компания стала членом Коалиции за справедливость приложений.

## Игры

### Оригинальные работы
| Год  | Название                | Платформы             | Прим.       |
| ---- | ----------------------- | --------------------- | ----------- |
| 2012 | Auralux                 | Android, iOS          | [ 6 ] [ 7 ] |
| 2015 | Turtle Tumble           | Android, iOS          | [ 8 ]       |
| 2016 | Auralux: Constellations | Android, iOS, Windows | [ 9 ]       |

### Портированные игры и ремастеры
| Год  | Название                                               | Платформы                                                                                       | Издатель              | Прим.         |
| ---- | ------------------------------------------------------ | ----------------------------------------------------------------------------------------------- | --------------------- | ------------- |
| 2009 | Ghostbusters: The Video Game                           | PlayStation 2                                                                                   | Atari                 | [ 1 ]         |
| 2010 | History: Great Battles Medieval                        | Android, iOS, PlayStation 3, Xbox 360                                                           | Slitherine Software   | [ 10 ]        |
| 2011 | Grand Theft Auto III: 10 Year Anniversary Edition      | Android, Fire OS, iOS                                                                           | Rockstar Games        | [ 11 ]        |
| 2011 | Monster Madness                                        | Android                                                                                         | SouthPeak Games       | [ 12 ]        |
| 2012 | Grand Theft Auto: Vice City 10th Anniversary Edition   | Android, Fire OS, iOS                                                                           | Rockstar Games        | [ 13 ]        |
| 2012 | Max Payne Mobile                                       | Android, iOS                                                                                    | Rockstar Games        | [ 14 ]        |
| 2013 | Grand Theft Auto: San Andreas                          | Android, Fire OS, iOS, PlayStation 3, Windows Phone, Xbox 360                                   | Rockstar Games        | [ 15 ]        |
| 2013 | The Conduit HD                                         | Android                                                                                         | High Voltage Software | [ 16 ]        |
| 2014 | Grand Theft Auto: Chinatown Wars                       | Android, Fire OS, iOS                                                                           | Rockstar Games        | [ 17 ]        |
| 2016 | Bully: Anniversary Edition                             | Android, iOS                                                                                    | Rockstar Games        | [ 18 ]        |
| 2018 | Ark: Survival Evolved                                  | Android, iOS                                                                                    | Studio Wildcard       | [ 19 ]        |
| 2021 | Grand Theft Auto: The Trilogy — The Definitive Edition | Android, iOS, Windows, Nintendo Switch, PlayStation 4, PlayStation 5, Xbox One, Xbox Series X/S | Rockstar Games        | [ 20 ] [ 21 ] |

### Содействие в разработке
| Год  | Название                              | Платформы               | Издатель             | Прим.  |
| ---- | ------------------------------------- | ----------------------- | -------------------- | ------ |
| 2010 | Lucha Libre AAA: Héroes del Ring      | PlayStation 3, Xbox 360 | Slang                | [ 22 ] |
| 2011 | Red Orchestra 2: Heroes of Stalingrad | Windows                 | Tripwire Interactive | [ 23 ] |